# ورزشگاه صفا
ورزشگاه صفا ورزشگاهی چندمنظوره در بیروت، لبنان می‌باشد. امروزه از آن بیشتر برای برپایی مسابقه‌های فوتبال و به عنوان ورزشگاه خانگی باشگاه ورزشی صفا بیروت استفاده می‌شود. این ورزشگاه گنجایش ۴٬۰۰۰ نفر تماشاچی را دارد.